# VII Толедський собор
Сьомий Толедський собор (лат. Concilium Toletanum VII) розпочався 18 листопада 646 року. На ньому був присутній 41 єпископ особисто або через делегацію. Це був перший із двох соборів, скликаних вестготським королем Гіндасвінтом.

## Загальна характеристика
Закон проти державної зради було посилено додаванням покарання у вигляді відлучення злочинців від Церкви. Частково це було відповіддю на волю короля, який нещодавно вжив рішучих дій проти передбачуваних зрадників. Собором були підтримані масові страти, а покарання за зраду було поширено і на духовенство (без винятків).
Було також визначено: якщо будь-який священнослужитель, незалежно від рангу, поїде в чужу країну для підтримки дій, спрямованих проти короля чи вестготської знаті, або для допомоги мирянину в цьому, то він повинен бути зганьблений і підданий постійному каяттю, маючи можливість причаститися тільки на смертному ложі.